# Heng Shan (Hunan)

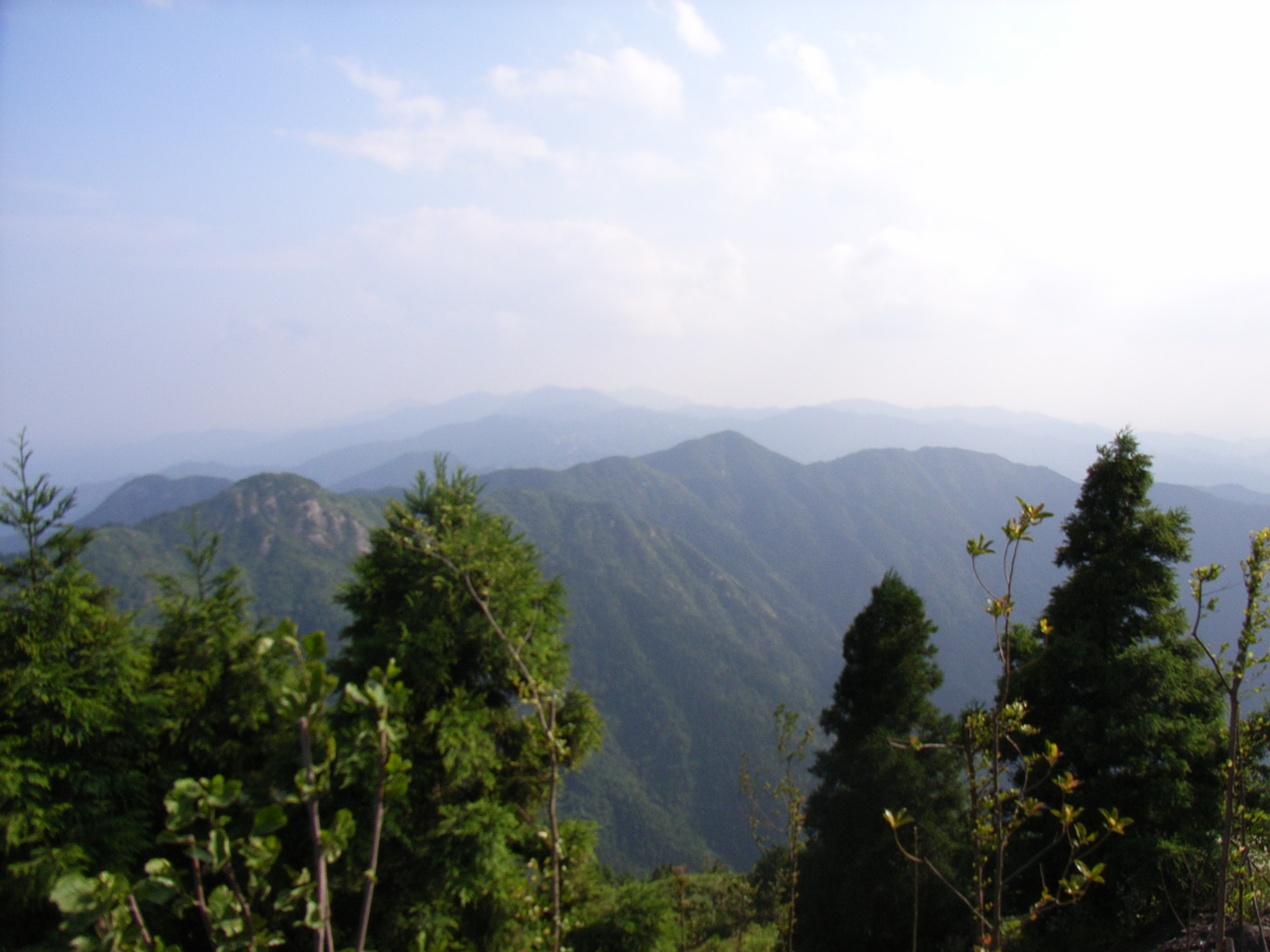

Heng Shan (chiń. 衡山; pinyin Héng Shān) – pasmo w prowincji Hunan, ciągnące się południkowo przez ponad 100 km, osiągające wysokość około 1300 m, stanowiące ważne miejsce kultu buddystów i taoistów, uznane za park narodowy.